# BBC Tees
BBC Tees – brytyjska stacja radiowa należąca do publicznego nadawcy radiowo-telewizyjnego BBC i pełniąca w jego sieci rolę stacji lokalnej dla hrabstwa Durham oraz dużej części hrabstwa ceremonialnego North Yorkshire. Rozgłośnia została uruchomiona ostatniego dnia 1970 roku pod nazwą BBC Radio Teeside. W 1974 została przemianowana na BBC Radio Cleveland. Obecną nazwę, zaczerpniętą od regionu geograficznego Tees Valley, uzyskała w 2007 roku.
Audycje własne stacji realizowane są w ośrodku BBC w Middlesbrough. Poza nimi w ramówce można znaleźć programy siostrzanych stacji lokalnych BBC z Leeds, Carlisle i Newcastle upon Tyne, a także audycje ogólnokrajowego radia BBC Radio 5 Live. 